# العويلية
العويلية هي قرية تقع في الجبل الأخضر شرق ليبيا، تبعد حوالي 16 كم شرق مدينة المرج، وتمتاز بوجودها على الطريق السريع، وأبنيتها بنيت ابان فترة الاحتلال الإيطالي.
كان اسمها Umberto Maddalena ابان فترة الاحتلال الإيطالي.

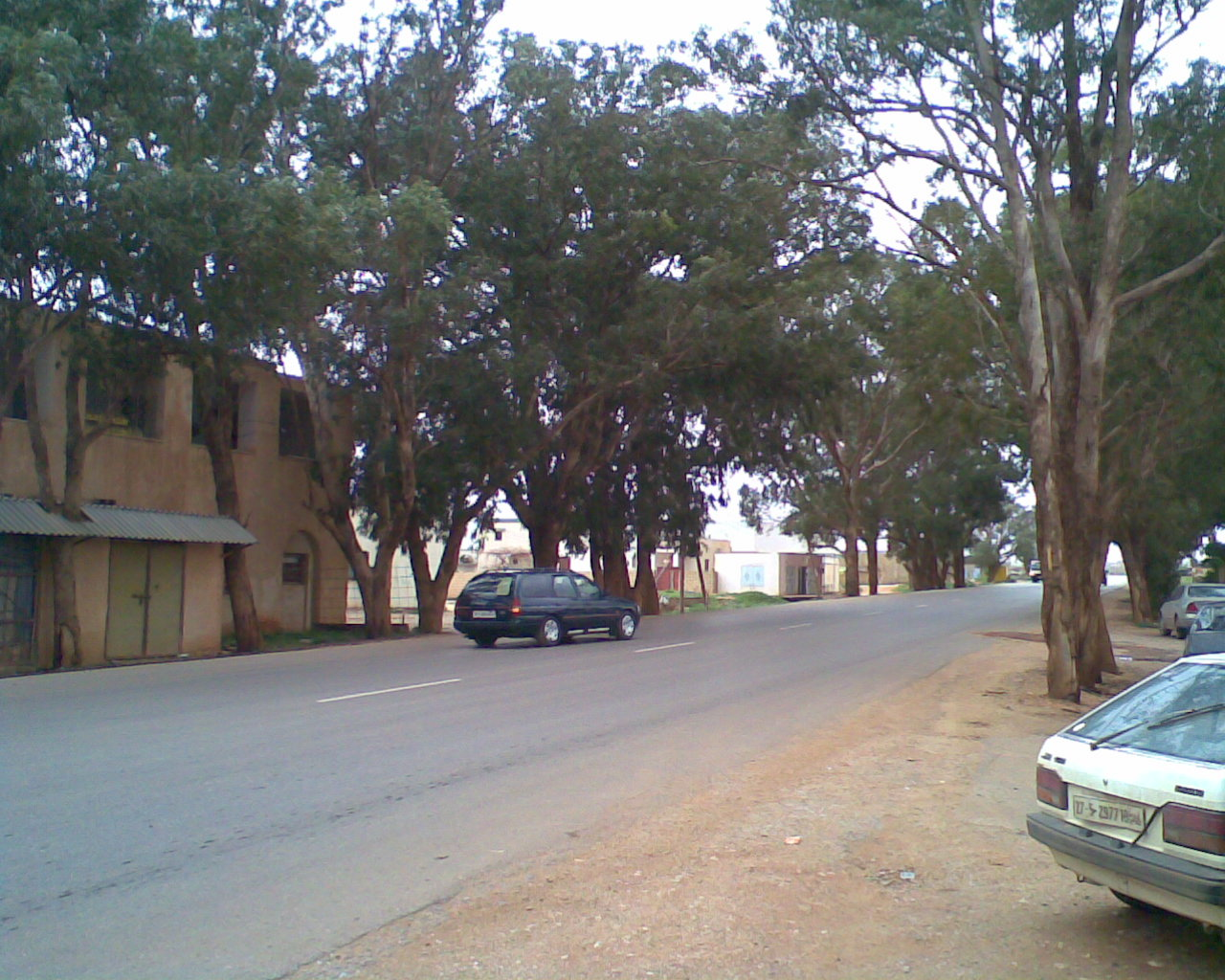
الأشجار على جانبي طريق العويلية
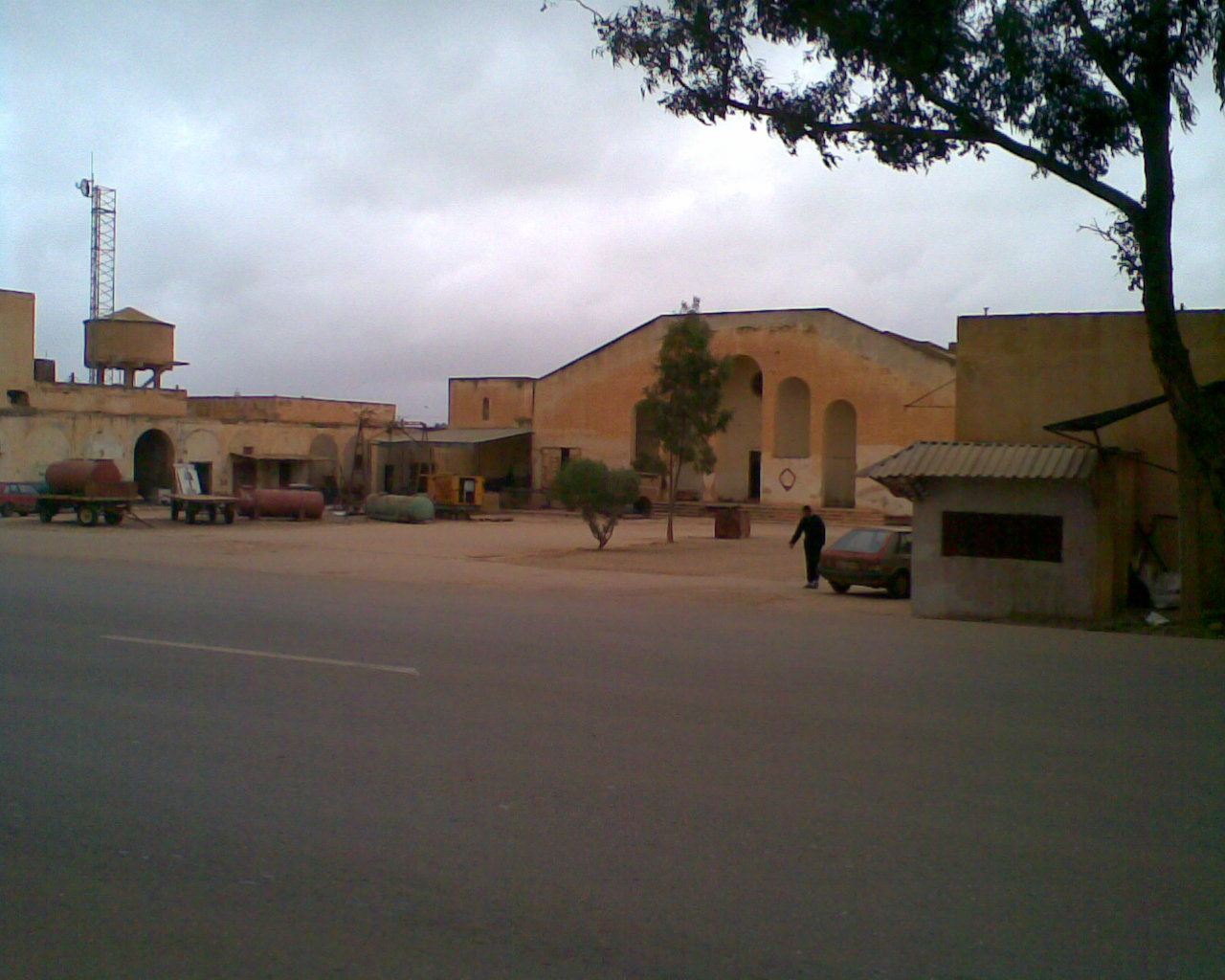
منظر لقرية العويلية